# The Summer Obsession
The Summer Obsession é uma banda de pop punk dos Estados Unidos formada por: Fin Leavell (membro do Against All Authority) nos vocals e guitarram, Lucien (ex - membro do Start Trouble) nos vocais, Chris Wilson (ex-membro do Good Charlotte) na bateria e Christ no baixo.
Sua canção Melt The Sugar faturou o Myspace Record: Vol. I.
Seu primeiro CD "This Is Where You Belong" foi lançado dia 29 de agosto de 2006, pela Virgin Records e recebeu nota 7.5 no site "Driven Far Off". Seus singles lançados são "Disappear", "Melt The Sugar" e "Do You Remember", o mais recente.